# Manuel Carlos Aranha
Manuel Carlos Aranha, primeiro e único Barão de Anhumas, (Ponta Grossa na época ainda província do Estado de São Paulo, 18 de setembro de 1814, onde residiu até os 16 anos — São Paulo, 28 de janeiro de 1894) foi um nobre brasileiro, Capitão da Guarda Nacional, Comendador e Cavaleiro da Imperial Ordem de Cristo.

## Histórico
Foi grande fazendeiro que cultivava café na região de Campinas, Estado de São Paulo, em propriedades como a Fazenda Pau d'Alho, (a partir de 1885, com trezentos mil pés de café e cuja arquitetura da sede nova é do Escritório de Ramos de Azevedo), a Fazenda Anhumas, a Fazenda Santa Cândida, a Fazenda Rio da Prata, a Fazenda Santa Maria (antiga Fazenda Tanquinho, sediando a Estação Tanquinho, da Companhia Mogiana de Estradas de Ferro), a Fazenda Terra Branca, a Fazenda Palmeiras, a Fazenda Jaguari, a Fazenda Santa Clara, e outras de que o Barão de Anhumas e a baronesa consorte, Blandina Augusta de Queirós Aranha, foram também proprietários bem como seus filhos, em determinadas épocas. A Fazenda Tanquinho era vizinha da Fazenda Atibaia, de propriedade de seu irmão, Joaquim Policarpo Aranha, Barão de Itapura, sendo separadas pelo Rio Atibaia.
Transferiu sua residência, até então na Rua do Rosário, atual Avenida Francisco Glicério, Campinas, para São Paulo, devido à grave epidemia de febre amarela que assolou Campinas, estando sepultado em mausoléu próprio no cemitério da Consolação em São Paulo. Foi um dos maiores proprietários de terras de Campinas, tendo sido um dos grandes beneméritos da cidade e acionista de empresas de melhoramentos urbanos dessa cidade, doando generosa quantia para o Liceu Nossa Senhora Auxiliadora e para a fundação o Liceu de Artes e Ofícios de Campinas e da Catedral Metropolitana de Campinas. Foi um dos fundadores, em outubro de 1878, na cidade de Campinas, da Companhia Campineira Carris de Ferro, com um capital inicial de dez contos de réis, juntamente com Bento Quirino dos Santos, sendo que, no ano de 1879, teve início o tráfego de bondes com tração animal (mulas). Também, destinou elevada soma para a construção das companhias ferroviárias Companhia Mogiana de Estradas de Ferro e da Companhia Paulista de Estradas de Ferro. Construtor da Capela da Boa Morte e benemérito da Santa Casa de Misericordia de Campinas.

## Família

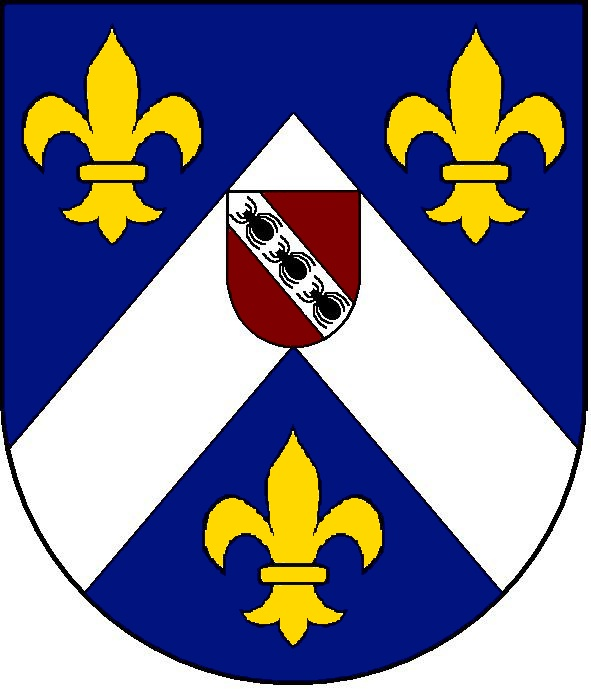
Armas do Barão de Anhumas, as mesmas da Família Aranha.

A ascendência do Barão de Anhumas remonta aos primórdios da Monarquia francesa, havendo sido Hugo Capeto (Chartres, 0941 - Les Juifs,  0996) um de seus avoengos e por decorrência El Rei Dom Afonso Henriques (Viseu,1109 - Coimbra, 1185) e D. Mafalda de Sabóia, primeiros reinantes em Portugal. Estudos a respeito do Barão de Anhumas, de seu irmão Joaquim Policarpo Aranha, Barão de Itapura, e de sua irmã Maria de Sousa Aranha, supõem tenham sido tutelados do sesmeiro José Francisco Aranha Barreto de Camargo. Os barões eram parentes de suas mulheres, ambas irmãs de Joaquim Egídio de Sousa Aranha, Marquês de Três Rios e netas de Joaquim Aranha Barreto de Camargo, pai de Maria Luzia de Sousa Aranha, Viscondessa de Campinas e proprietário da Sesmaria Engenho Mato Dentro, com 1151 alqueires, a qual foi famoso pela mudança do cultivo da cana-de-açúcar para o café, inclusive com pioneirismo da exportação. José Francisco Aranha Barreto de Camargo, possuía propriedade na margem esquerda do Médio-Atibaia, mas suas terras transpuseram o rio, por compra, da Sesmaria Engenho Atibaia, com 2247 alqueires, declarado em "Bens Rústicos", de 1818, sendo que esse latifúndio foi rebatizado como "Fazenda Atibaia". No engenho Atibaia foi construído o Solar Barreto de Camargo, de quem foram os barões legatários por testamento em 1830, sendo que mais tarde passou à propriedade total do barão de Itapura, que abandonou o solar, deixando-o deteriorar-se até desmoronar totalmente. José Francisco, segundo biógrafos, viúvo de Mariana de Assis Barreto de Camargo, o sesmeiro dedicou-se à visitação diocesana. Os irmãos José Francisco Aranha Barreto de Camargo, Joaquim Aranha Barreto de Camargo e Maria Francisca Aranha de Camargo (casada com Pedro de Sousa Campos), de cujo casamento se originou a família Souza Aranha, eram filhos do tenente coronel Francisco Barreto Aranha e de Mônica Barreto de Camargo, sendo esta, bisneta do bandeirante Capitão Fernão de Camargo, "O Tigre" (São Paulo, 1595-1679).

## Casamentos e descendência
Casou-se em primeiras núpcias aos 6 de fevereiro de 1843, com Ana Teresa de Sousa Aranha nascida em Campinas aos 10 de julho de 1827 e falecida aos 7 de junho de 1865 e que não se tornaria baronesa consorte de Anhumas por ter falecido em 1865, antes da concessão do título, em 1889. Filha de Francisco Egídio de Sousa Aranha e de Maria Luzia de Sousa Aranha, Viscondessa de Campinas, sendo irmã de Joaquim Egídio de Sousa Aranha, Marquês de Três Rios. O casamento foi realizado no mesmo dia do casamento de seu irmão Joaquim Policarpo Aranha, mais tarde, Barão de Itapura, na capela da sede do Engenho Fazenda Mato Dentro, em Campinas, de propriedade do pai de seu sogro, tenente-coronel Joaquim Aranha Barreto de Camargo. Foram filhos filhos deste casamento:
- Álvaro de Sousa Aranha.[15]
- Manuel de Sousa Aranha.[16]
- Ana de Sousa Aranha,[17] que se casou com seu primo José Francisco Barboza Aranha (filho de Antonio Barboza e de Maria de Sousa Aranha,[7] esta sendo irmã de seu pai, Manuel Carlos Aranha), com geração.
- Carlos Norberto de Sousa Aranha[18] (Campinas, 6 de junho de 1855 - São Paulo, 21 de fevereiro de 1945), que se casou com sua prima Escolástica de Sousa Aranha,[19] com geração.
- Urbano Sabino de Sousa Aranha[20] (25 de maio de 1858 - 1 de outubro de 1912), engenheiro pela Universidade de Bruxelas, que se casou com Escolástica de Sales Pereira de Queirós[21] (19 de dezembro de 1861 - 10 de outubro de 1920), com geração.
- Pedro de Alcântara de Sousa Aranha,[22] que se casou com Isabel de Carvalho, tendo se estabelecido na cidade de Santos com a firma "Aranha, Irmão & Moraes" para negócios de café, com geração.
- Joaquim Antônio de Sousa Aranha.[23]
- Rodrigo de Sousa Aranha.[24]
- Augusto de Sousa Aranha.[25]

Viúvo, o Barão de Anhumas casou-se aos 23 de dezembro de 1865 com Blandina Augusta Pereira de Queirós, nascida em 1836, em Jundiaí, e falecida em 1928, em São Paulo, filha de José Pereira de Queirós e sua sobrinha Escolástica Saturnina de Moraes Jordão (filha de Joaquim José de Moraes e Escolástica Jacinta Rodrigues Jordão), que tornar-se-ia, devido a esse casamento, Blandina Augusta de Queirós Aranha e a matriarca de um ramo familiar Queirós Aranha, bem como a baronesa consorte de Anhumas, sobrinha de Antônio de Queirós Teles, Barão de Jundiaí, e sendo neta de Luís José Pereira de Queirós e de Ana Joaquina da Silva Prado (sesmeira proprietária da Sesmaria e fazenda Rio da Prata, sendo tia de Antônio da Silva Prado, Barão de Iguape), patriarcas desta família Pereira de Queirós, de origem portuguesa, em São Paulo.
Foram filhos desse casamento:
- José de Queirós Aranha[33] (Campinas, 13 de dezembro de 1866), que se casou com sua prima Maria Egídio de Sousa Aranha[34] (Campinas, 7 de outubro de 1866), filha do tenente-coronel José Egídio de Sousa Aranha[35] (segundo casamento), irmão-gêmeo de Joaquim Egídio de Sousa Aranha, Marquês de Três Rios, e de Antônia Flora Pereira de Queirós[36] (irmã de sua mãe), com geração.
- Luís Augusto de Queirós Aranha[37] (Campinas, 20 de dezembro de 1867), que se casou com Marina da Silva Prado, (filha do Conselheiro Antônio da Silva Prado e de Maria Catarina da Costa Pinto, neta de Martinho e Veridiana da Silva Prado), com geração.
- Ana Blandina de Queirós Aranha[38] (Campinas, 15 de março de 1870), que se casou com José Estanislau de Arruda Botelho (1864 - 1932), filho de Antônio Carlos de Arruda Botelho, Conde do Pinhal, e de Ana Carolina de Melo Oliveira, filha de José Estanislau de Oliveira, Visconde de Rio Claro, com geração.

## Títulos e homenagens
Tendo recebido os graus de Cavaleiro e Comendador da Imperial Ordem de Cristo, foi elevado a Barão de Anhumas por decreto imperial de 25 de setembro de 1889 de D. Pedro II. Título de origem toponímica, tomado a uma localidade do mesmo nome, no município de Campinas, São Paulo, estação da Estrada de Ferro Mogiana, no quilômetro 10, entre Campinas e Tanquinho.
Homenageado com os logradouros Rua Barão de Anhumas nas cidades de São Paulo e Campinas.